# Mignéville
Mignéville est  une commune française située en région Grand Est dans le département de Meurthe-et-Moselle.

## Géographie

### Localisation
Petit village de 169 habitants dans le canton de Baccarat, Mignéville se trouve sur la route de Badonviller lorsque l'on vient de Nancy.
La commune est située à 13 km de Baccarat, à 27 km de Lunéville et à 57 km au sud-est de Nancy.
| Herbéviller | Domèvre-sur-Vezouze |             |
| Pettonville | Mignéville          | Ancerviller |
| Vaxainville | Reherrey            | Montigny    |

### Relief et géologie
Le sol est accidenté et formé en partie de sable et en partie d'argile.

### Voies de communication et transports
La D 992 et l'ancienne route nationale RN 4 permettent de rejoindre la voie rapide N 4 depuis 2007.
La gare la plus proche de la commune est celle de Baccarat.

### Hydrographie
La commune est dans le bassin versant du Rhin, au sein du bassin Rhin-Meuse. Elle est drainée par la Blette,.
La Blette, d'une longueur de 23 km, prend sa source dans la commune de Badonviller et se jette  dans la Vezouze à Herbéviller, après avoir traversé six communes. 

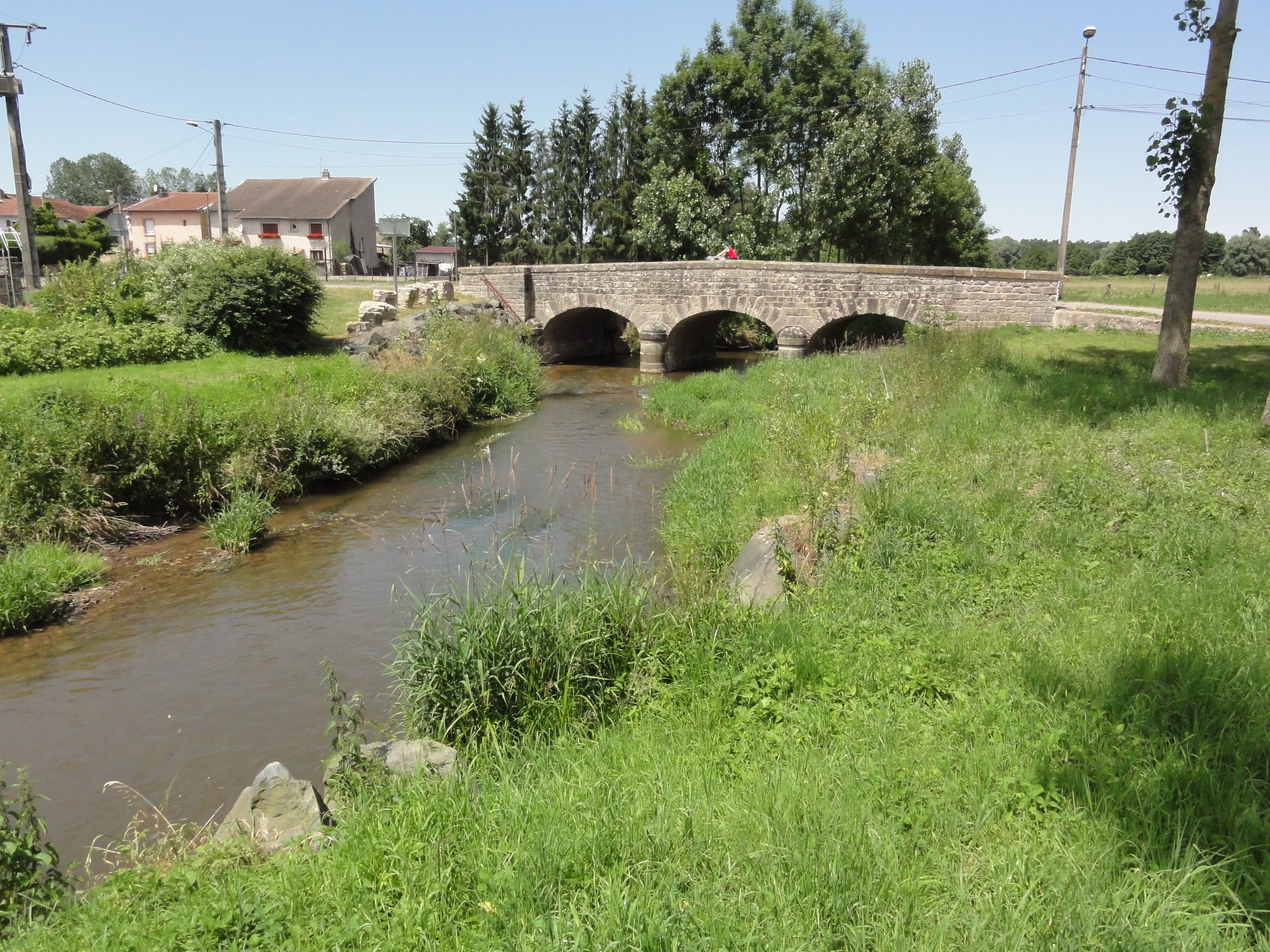
Pont sur la Blette.
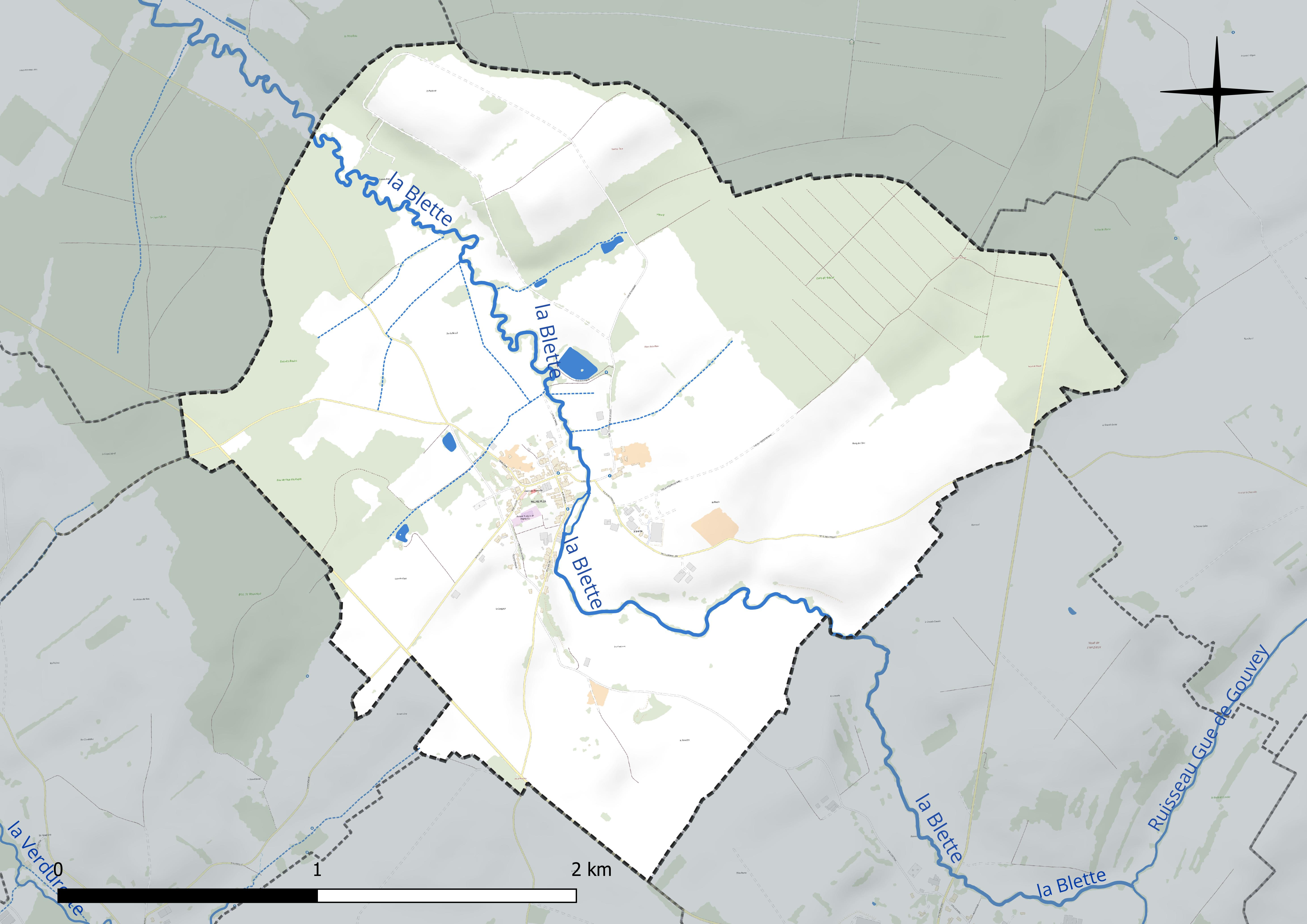
Réseau hydrographique de Mignéville.

### Climat
Pour des articles plus généraux, voir Climat du Grand Est et Climat de Meurthe-et-Moselle.
En 2010, le climat de la commune est de type climat des marges montargnardes, selon une étude du Centre national de la recherche scientifique s'appuyant sur une série de données couvrant la période 1971-2000. En 2020, Météo-France publie une typologie des climats de la France métropolitaine dans laquelle la commune est exposée à un climat semi-continental et est dans la région climatique  Vosges, caractérisée par une pluviométrie très élevée (1 500 à 2 000 mm/an) en toutes saisons et un hiver rude (moins de 1 °C). 
Pour la période 1971-2000, la température annuelle moyenne est de 9,7 °C, avec une amplitude thermique annuelle de 16,8 °C. Le cumul annuel moyen de précipitations est de 942 mm, avec 12,6 jours de précipitations en janvier et 9,9 jours en juillet. Pour la période 1991-2020, la température moyenne annuelle observée sur la station météorologique de Météo-France la plus proche, « St Maurice », sur la commune de Saint-Maurice-aux-Forges à 6 km à vol d'oiseau, est de 10,5 °C et le cumul annuel moyen de précipitations est de 837,4 mm. 
La température maximale relevée sur cette station est de 39,2 °C, atteinte le 25 juillet 2019 ; la température minimale est de −19,9 °C, atteinte le 1er mars 2005,,. 
Les paramètres climatiques de la commune ont été estimés pour le milieu du siècle (2041-2070) selon différents scénarios d'émission de gaz à effet de serre à partir des nouvelles projections climatiques de référence DRIAS-2020. Ils sont consultables sur un site dédié publié par Météo-France en novembre 2022.

## Urbanisme

### Typologie
Au 1er janvier 2024, Mignéville est catégorisée commune rurale à habitat dispersé, selon la nouvelle grille communale de densité à sept niveaux définie par l'Insee en 2022.
Elle est située hors unité urbaine et hors attraction des villes,.

### Occupation des sols
L'occupation des sols de la commune, telle qu'elle ressort de la base de données européenne d’occupation biophysique des sols Corine Land Cover (CLC), est marquée par l'importance des territoires agricoles (63,6 % en 2018), une proportion sensiblement équivalente à celle de 1990 (63,4 %). La répartition détaillée en 2018 est la suivante : 
forêts (32,2 %), terres arables (29 %), prairies (22,7 %), zones agricoles hétérogènes (11,9 %), zones urbanisées (3,9 %), milieux à végétation arbustive et/ou herbacée (0,3 %). L'évolution de l’occupation des sols de la commune et de ses infrastructures peut être observée sur les différentes représentations cartographiques du territoire : la carte de Cassini (XVIIIe siècle), la carte d'état-major (1820-1866) et les cartes ou photos aériennes de l'IGN pour la période actuelle (1950 à aujourd'hui).

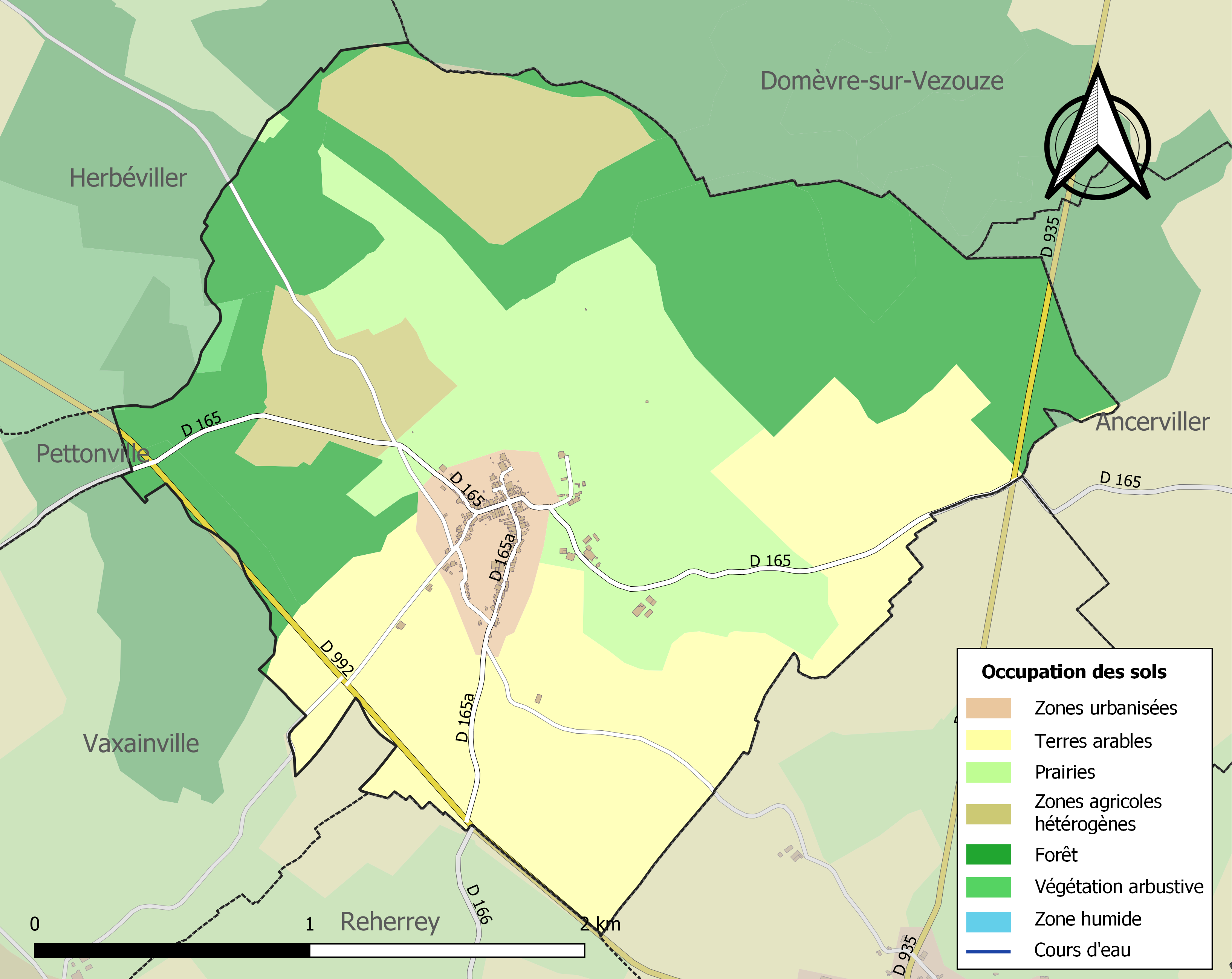
Carte des infrastructures et de l'occupation des sols de la commune en 2018 (CLC).

## Toponymie
Magnervilla en 1152 ; Magnavilla en 1402 ; Megineville en 1594 ; Magneville en 1710 ; le fief de Mignéville relevait du comté de Blâmont.

## Histoire
Le village fait d'abord partie du duché de Lorraine, puis de l'évêché de Metz mais les archives n'en parlent pas. Au sud du village, le lieu appelé la Haie-du-Château se trouve sur les ruines d'une tour carrée dont la tradition prétend que c'était une maison de templiers.
Les archives de Blâmont mentionnent, en 1634, que « les habitants de Mignéville doivent venir en armes à Blâmont toutes et quantes fois que l'on fait justice. Lorsqu'il intervient appel des gens de la justice dudit Mignéville, ils interjettent pardevant es sieurs prévôt et gens de la justice de Blâmont, qui a droit d'en juger en second ressort. ».
Mignéville est érigé en succursale en 1802 avec Montigny pour annexe.
La gare de Mignéville de la ligne de Lunéville à Blâmont et à Badonviller est inaugurée le 13 août 1911 sous les ovations de la population. La station, devenue habitation au XXIe siècle, est située à proximité du centre du village. Le trafic de la ligne fonctionnera jusqu'en 1942.
À la suite de la Première Guerre mondiale, la commune reçoit la Croix de guerre 14-18 au J. O. du 12 août 1922.
Des officiers allemands prisonniers construisent, en 1946, au nord de Mignéville une piscine de 25 x 10 m, alimentée par la Blette, à proximité du Champ du Taureau. Toujours accessible par la « rue de la Piscine », elle est à présent comblée.

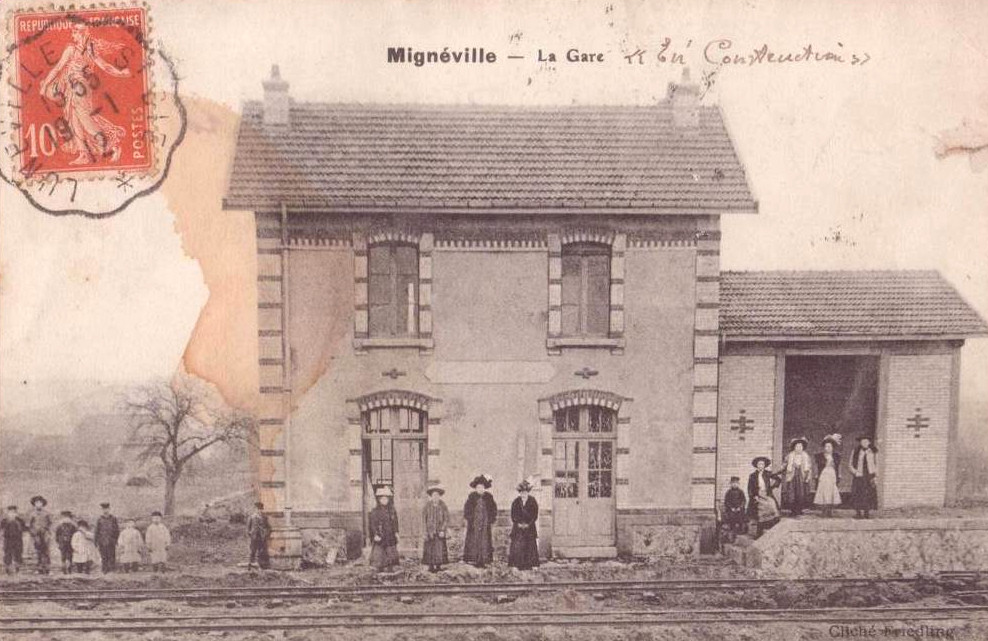
Gare en construction en 1911.
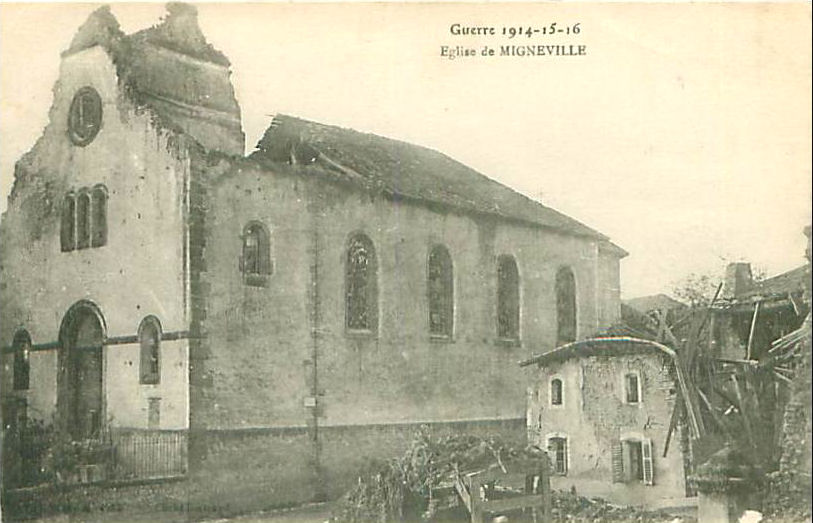
Église bombardée en 1918.
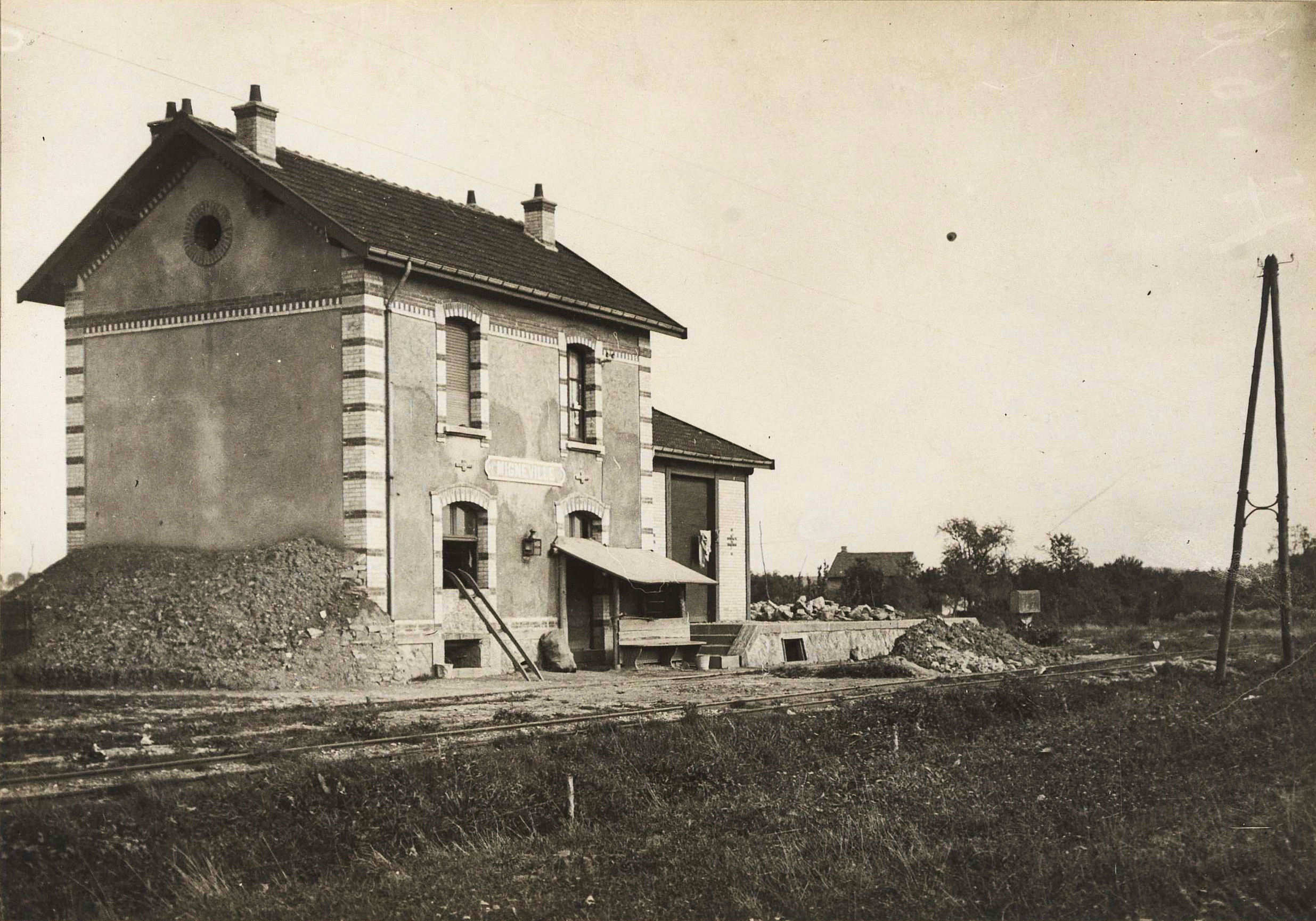
Gare et son abri en 1914-18.

## Politique et administration
| Période                                  | Période                       | Identité                                        | Étiquette | Qualité        |
| ---------------------------------------- | ----------------------------- | ----------------------------------------------- | --------- | -------------- |
| Les données manquantes sont à compléter. |                               |                                                 |           |                |
| mars 2001                                | mars 2008                     | Gisèle Mangeot-Claudin                          |           |                |
| mars 2008                                | 2014                          | Francis Claudepierre                            |           |                |
| mars 2014                                | En cours (au 17 juillet 2020) | Denis Boulanger, Réélu pour le mandat 2020-2026 |           | Ancien employé |

## Population et société

### Démographie
L'évolution du nombre d'habitants est connue à travers les recensements de la population effectués dans la commune depuis 1793. Pour les communes de moins de 10 000 habitants, une enquête de recensement portant sur toute la population est réalisée tous les cinq ans, les populations de référence des années intermédiaires étant quant à elles estimées par interpolation ou extrapolation. Pour la commune, le premier recensement exhaustif entrant dans le cadre du nouveau dispositif a été réalisé en 2004.

En 2022, la commune comptait 173 habitants, en évolution de −10,36 % par rapport à 2016 (Meurthe-et-Moselle : −0,13 %, France hors Mayotte : +2,11 %).
| 1793 | 1800 | 1806 | 1821 | 1831 | 1836 | 1841 | 1846 | 1851 |
| ---- | ---- | ---- | ---- | ---- | ---- | ---- | ---- | ---- |
| 186  | 160  | 194  | 260  | 270  | 318  | 344  | 324  | 311  |

| 1856 | 1861 | 1872 | 1876 | 1881 | 1886 | 1891 | 1896 | 1901 |
| ---- | ---- | ---- | ---- | ---- | ---- | ---- | ---- | ---- |
| 308  | 347  | 353  | 347  | 301  | 318  | 300  | 313  | 313  |

| 1906 | 1911 | 1921 | 1926 | 1931 | 1936 | 1946 | 1954 | 1962 |
| ---- | ---- | ---- | ---- | ---- | ---- | ---- | ---- | ---- |
| 309  | 279  | 243  | 234  | 207  | 203  | 196  | 185  | 206  |

| 1968 | 1975 | 1982 | 1990 | 1999 | 2004 | 2006 | 2009 | 2014 |
| ---- | ---- | ---- | ---- | ---- | ---- | ---- | ---- | ---- |
| 184  | 147  | 122  | 157  | 179  | 169  | 165  | 177  | 192  |

| 2019 | 2022 | - | - | - | - | - | - | - |
| ---- | ---- | - | - | - | - | - | - | - |
| 175  | 173  | - | - | - | - | - | - | - |

## Économie
Autrefois l'activité principale de Mignéville était l'agriculture. Il ne reste aujourd'hui que quelques exploitations agricoles.
En 1888, la production de blé est de 1 500 quintaux pour 320 habitants avec 500 quintaux en supplément des besoins locaux livrés au commerce ainsi que l'excédent de 120 quintaux d'avoine.
La culture de l'osier entre 1844 et 1914 et la fabrication de paniers se développent et occupent tous les habitants du village, enfants compris.
Mignéville comptait également une entreprise de BTP (Cadix) qui a aujourd'hui disparu. Mignéville est principalement connue comme étant la commune dans laquelle a été construite la première installation de méthanisation agricole française en 2002.
En 2018, Mignéville compte 19 établissements, essentiellement dans la culture, l'élevage et la production animale, la construction, l'activité immobilière, les associations culturelles et créatrices et divers services.

## Culture locale et patrimoine

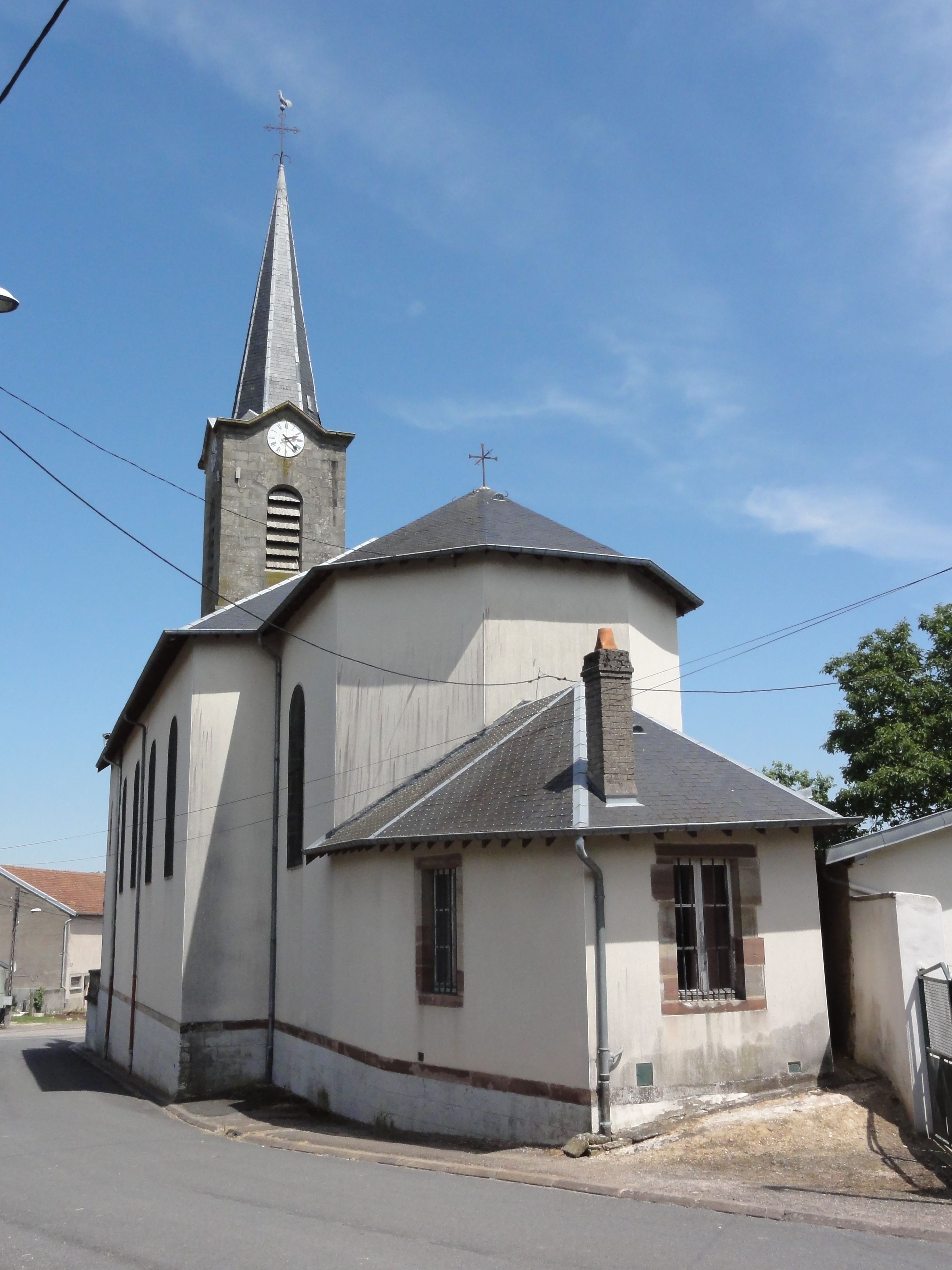
L'église.

### Lieux et monuments
- Maisons XVIIIe et XIXe siècles.
- Église Saint-Georges reconstruite après 1918 qui renferme un Groupe sculpté : une Vierge de Pitié qui fait l’objet d’un classement au titre objet des monuments historiques depuis le 1er février 1960[30].
- Devant l'église, deux statues en bronze de saint Georges et Jeanne d'Arc provenant de Union artistique de Vaucouleurs[31].

### Personnalités liées à la commune
- Adolphe Demange (1857- vers 1927-1928), peintre, y est né ;
- Jean L'Hôte, écrivain, scénariste et cinéaste, né le 13 janvier 1929 à Mignéville.
- Joseph Zalesky (1828-1931), né à Mignéville, y vécut 104 ans, fut décoré de la Légion d'honneur[32] et connu par le portrait de Jean Scherbeck et sa description faite par Fernand Rousselot dans l'ouvrage « Nos Gens »[33].

### Héraldique
| Blason de Mignéville | Blason  | Écartelé aux 1- 4 d’azur à la croix d’argent cantonnée de vingt fleurs de lys d’or, cinq dans chaque canton ; aux 2 - 3 de gueules au dextrochère de carnation vêtu d’azur, mouvant d’un nuage d’argent, tenant une épée garnie d’or accostée de deux cailloux du même. |
| Blason de Mignéville | Détails | Mignéville avait pour seigneur les Comtes d’Herbeiller-Lannoy (la croix d’argent), et dépendait de l’Evêché de Metz (le dextrochère). Le statut officiel du blason reste à déterminer.                                                                                  |